# Acatitán
Acatitán är en ort i Mexiko.   Den ligger i kommunen Atzalan och delstaten Veracruz, i den sydöstra delen av landet, 210 km öster om huvudstaden Mexico City. Acatitán ligger 713 meter över havet och antalet invånare är 279.
Terrängen runt Acatitán är huvudsakligen kuperad, men söderut är den bergig. Runt Acatitán är det ganska tätbefolkat, med 93 invånare per kvadratkilometer. Närmaste större samhälle är Atzalan, 10,4 km sydväst om Acatitán. I omgivningarna runt Acatitán växer i huvudsak städsegrön lövskog.